# Idioma amarizana
El idioma Amarizana es una lengua arahuaca extinta, poco documentada y no clasificada. Terrence Kaufman (1994) la ubicó en su rama piapoko, de las lenguas arahuacas del Alto Amazonas, pero Alexandra Aikhenvald (1999) no sigue esta línea. Se hablaba en el departameto de Meta, pero se desconoce en qué año se extinguió y cuántos hablantes tenía.